# Rhodostrophia chlorotica
Rhodostrophia chlorotica là một loài bướm đêm trong họ Geometridae.